# Cèntul II de Bigorra
Cèntul II († 1129) fou comte de Bigorra de 1113 a 1129, fill de Cèntul V, vescomte de Bearn i de Beatriu I comntessa de Bigorra.

## Filiació
La majoria dels autors coincideixen en l'afirmació que Cèntul II era el fill del vescomte Cèntul V de Béarn i de la comtessa Beatriu I de Bigorra, el germà i successor de Bernat III de Bigorra i el germanastre (consanguini) de Gastó IV de Bearn. Però la Foundation for Medieval Genealogy, tanmateix fiable en general, indica que era fill de Bernat III tot precisant que la font que permet establir la filiació no està identificada. Indica un germà de Bernat III anomenat Cèntul, que és citat en una carta del 8 de juliol de 1117: Gasto vicecommes Bearnensis et Centullus frater eius.... És possible que, com el Cèntul d'aquesta carta de 1117 no és mencionat com a comte de Bigorra, mentre que Cèntul II va succeir a Bernat III el 1113, la Fundació no ha volgut considerar els dos Cèntuls com una única persona.
En suport de la tesi de manera comuna acceptada, hi ha la successió del Fesenzac: Anicel·la de Fesenzac, filla i hereva d'Astanove II, comte de Fesenzac, es va casar en primeres noves amb el comte Bernat III de Bigorra. Vídua, es va casar de nou amb el comte Guerau III d'Armanyac. Quan Anicel·la va morir, poc després de 1160, fou el seu fill Bernard IV d'Armagnac qui el va succeir; si Anicel·la hagués tingut almenys un fill del seu primer matrimoni, es comprendria malament per què el Fesenzac seria heretat per un fill del segon matrimoni i no pel del primer o els seus descendents, el que fa més probable que Cèntul dos un germà del seu primer marit. Hi ha igualment elements cronològics a favor d'aquesta tesi: si Cèntul II fos fill de Bernat III i d'Anicel·la, no va poder néixer més que després de 1110, data del matrimoni dels seus pares. Com que Bernat III va morir el 1113, l'hauria succeït a l'edat de tres anys, el que implica una regència que no està de cap manera confirmada per les actes conegudes. Bernat III, nascut cap a 1080 i casat amb Anicel·la el 1110, si tenia aproximadament 30 anys, s'hauria pogut haver casat abans amb una altra dona (el que resoldria els problemes de la successió de Fézensac) però Cèntul II hauria estat comte de Bigorre a l'edat d'onze o dotze anys, el que implica igualment una regència.
En conclusió, la tesi «Cèntul II fill de Bernat III i d'una primera esposa» pot ser sostingut, però és preferible considerar que Cèntul II i Bernat III eren germans, tesi que requereix menys elements desconeguts (Mètode de la navalla d'Occam).

## Biografia
El seu pare fou assassinat a la vall de Tena el 1090 i no tenia llavors més de nou anys. Bernat III, de només uns deu anys, va succeir al seu pare, sota la regència de la seva mare. Poc després els habitants de la vall de Barège es revoltaren, prohibiren l'accés de la vall a la comtessa i a la seva família, després feren empresonar Cèntul. Amb l'ajuda dels habitants d'una vall veïna, Beatriu aconseguí reprimir la rebel·lió.
Es diu que es va introduir en la primera croada el 1097 en el seguici del seu germanastre Gastó IV de Bearn. Gran d'aproximadament setze anys, simple fill segon sense terra i patge del seu germanastre, no és citat en els testimoniatges, però la cosa és possible. S'haurien unit a la croada després de la presa d'Antioquia, participant en la presa de Jerusalem i després a la batalla d'Ascaló.
Va succeir al seu germà Bernat III el 1113 i va haver de sotmetre al seu vassall Sanç Garcia d'Aure, que es negava a retre-li homenatge. Llavors Sanç Garcia es revoltarà diverses vegades, sostingut per Bernat de Comenge, comte de Commenge-Foix, enemic de Cèntul II.
El 1114, va acompanyar a Gastó IV de Béarn a la Marca Superior de l'Àndalus, per lluitar contra els moros en l'anomenada reconquesta. En efecte, el Cid havia mort poc abans i la ciutat de València acaba de ser represa. Diversos senyors occitans es reagruparen sota la bandera d'Alfons I, rei d'Aragó i assetjaren Saragossa. Els almoràvits intentaren posar fi al setge però no van poder impedir la presa de la ciutat el desembre de 1118. Gastó IV fou nomenat governador de Saragossa, i Cèntul II va obtenir privilegis sobre la ciutat. Però contràriament a Gastó IV, prou fort per conservar la seva independència, Cèntul va haver de retre homenatge al rei català d'Aragó per la Bigorra.

## Matrimoni i fills
L'única esposa coneguda de Cèntul II, Estefania o Estevaneta de Barcelona, es va casar amb ell el 1128. Cèntul II va tenir una sola filla, Beatriu II, de la qual el fill, Cèntul III, es va casar el 1155. Això col·loca el naixement de Cèntul III vers 1130-1140 (si es va casar cap als 15/25 anys) i la seva mare no podia per tant haver nascut del matrimoni de Cèntul II i d'Estefania de Barcelona implicant que hi va haver una primera esposa.
D'aquesta primera esposa desconeguda, Cèntul II va tenir:
- Beatriu II († després de 1148), casada amb Pere, vescomte de Marçan.

Vídu es va casar vers 1128 amb Estefania de Barcelona, filla de Ramon Berenguer III, comte de Barcelona i de Dolça I, comtessa de Provença. No hi ha fills coneguts nascuts d'aquest matrimoni. Vídua, Estefania o Estevaneta de Barcelona es va casar de nou el 1130 amb Ramon Arnau II de Gascunya (+ 1167) vescomte de Dacs (Dax) i senyor de Mixe.